# Клан Моріарті
Клан Моріарті (англ. Clan Moriarty, ірл. Clann Ó Muircheartaigh) – клан О’Муйрхертаг, клан О’Моріарті, клан Мак Моріарті – один із ірландських кланів. Клан володів землями в нинішньому графстві Керрі. Ірландські назву клану можна перекласти як «мореплавець» або «гідний моря». 

## Історія клану Моріарті
Історію клану Моріарті досліджували історики О’Гарт, Мак Лізахт, О’Браєн. Клан Моріарті згадується в «Літописі Чотирьох Майстрів». Багато документів, що стосувались історії клану Моріарті були втрачені внаслідок пожежі в 1922 році, що було справжньою катастрофою для істориків. 
Існують чисельні варіанти назви клану: Moriarty, O'Moriarty, Murtagh, Murtag, Murtaugh, McMoriarty, O'Murtagh.  
Вважається, що клан Моріарті походить від короля Манстера (Муму) Домналла. Клан володів землями Айсде в долині річки Ман та затокою Кастелмайн. Клан Моріарті втратив більшість своїх земель після англо-норманського завоювання Ірланді в 1171 році і походу графа Стронгбоу. Клан Моріарті вигнали з їх земель ФітцДжеральди. Крім того клан Моріарті володів землями біля Келлс, що в графстві Міт. З цих земель клан Моріарті теж був вигнаний. Остаточно клан Моріарті втратив свої володіння після придушення повстання за незалежність Ірландії 1641 – 1652 років. Олівер кромвель конфіскував землі та замки ірландських кланів. У клані Моріарті було багато церковних діячів, преподобний Девід Моріарті був єпископом Керрі. Але Моріарті втратили своє право бути проповідниками і церковними діячами після прийняття кодексу 1714 року. 

## Видатні люди з клану Моріарті
- Абрам Моріарті (1830 – 1918) – австралійський політик
- Амброз Моріарті (1870 – 1949) – прелат католицької церкви, єпископ Шрусбері
- Брендан Моріарті – відомий лікар
- Кеті Моріарті (нар. 1960) – американська актриса
- Девід Моріарті (1814 – 1877) – відомий католицький єпископ та проповідник
- Девід Г. Моріарті (1911 – 1989) – відомий американський інженер
- Едвард Орпен Моріарті (1824 – 1896) – відомий австралійський інженер
- Ерін Моріарті – відома американська актриса
- Фіах Моріарті – ірландський співак та поет
- Джордж Андрю Моріарті (1883 – 1968) – американський історик
- Грег Моріарті (нар. 1964) – австралійський дипломат
- Джим Моріарті (нар. 1953) – новозеландський актор та директор театру
- Юдіт Моріарті (нар. 1942) – американський політик
- Кірен Моріарті – відомий британський лікар
- Лаура Моріарті (нар. 1970) – американська новелістка
- Лаура Моріарті (нар. 1952) – американська поетка та новелістка
- Меріон Моріарті (1794 – 1864) – австралійський політик